# Armando Salas Portugal
Armando Salas Portugal (Monterrey, Novo León, 1916 - Cidade do México, 11 de janeiro de 1995) foi um fotógrafo e escritor mexicano. Sua obra captou diversas temáticas, com destaque para a fotografia da paisagem e da arquitetura mexicana de meados do século XX, tendo trabalhado com diferentes criadores como Luis Barragán, Mathias Goeritz e Mario Pani, entre outros. Sua obra seria decisiva no registro da "construção das imagens da modernidade arquitetônica" de seu país.
Dita produção artística, que compreende mais de 70 mil negativos, é conservada pela fundação que leva seu nome.

## Biografia
Filho de Rosa Portugal e de Daniel Salas, nasceu em Monterrey, Novo León. Em 1920 sua família mudou-se para a Cidade de México, em onde viveu nos distritos Juárez e Roma. Salas foi sempre um aficionado de alpinismo e excursionismo, sendo sua primeira experiência nestas práticas em 1924, e em 1928 escalou pela primeira vez o vulcão Iztaccíhuatl. Em 1932 viajou a Los Angeles, Califórnia, em onde ingressou a estudar no Beverly Hills High School e posteriormente estudou química perfumista na UCLA.
Iniciou sua carreira em 1936, quando teve sua primeira câmara, uma Zaiss Ikonta. Suas primeiras fotografias foram tomadas em diferentes locais no México e nos Estados Unidos. Voltou ao seu país de origem em 1936. Montou uma loja de perfumes e cosméticos na Calle de Chihuahua, onde iniciou a venda do que iria tornar-se um famoso creme facial, o Creme Nutritivo Leipzig, e tinha entre seus clientes Amalia Solórzano, esposa de Lázaro Cárdenas, então presidente do México.
Em 1938 realizou a série Pedregal de San Ángel, a qual além de destacar por sua qualidade e talento, serviu como registro da flora endêmica do lugar.

## Obra

### SérieArquitectura de Luis Barragán
A relação entre Salas Portugal e a obra de Luis Barragán teve início em 1940, quando o arquiteto de Jalisco o contratou enquanto trabalhava no Pedregal de San Ángel. Até à morte do arquiteto, seria o seu fotógrafo oficial e desempenharia um papel fundamental na divulgação da obra de Barragán, sendo a sua série Arquitectura de Luis Barragán provavelmente a mais conhecida sobre a obra do referido criador. Até o arquiteto Mario Pani declararia que uma das razões da fama mundial da obra de Barragán se deveu em grande parte à fotografia de Salas Portugal.

À distância, esse vínculo se consolidou como um discurso visual em que é quase impossível compreender Barragán sem as imagens poetizadas de seu fotógrafo.— Cristóbal Andrés Jácome Moreno
A exposição em 1989 de dita série no Palácio de Belas Artes foi realizada entre polêmicas devido à discussão sobre o os direitos de Salas Portugal sobre as fotos. A série foi vendida à Fundação Vitra da Suíça em 1988.

### Publicações
- 1968 - Fotografias do pensamento